# سباستین گونسالس
سباستین گونسالس (اسپانیایی: Sebastián González‎؛ زادهٔ ۱۴ دسامبر ۱۹۷۸) بازیکن سابق فوتبال اهل شیلی است.
از باشگاه‌هایی که در آن بازی کرده‌است می‌توان به باشگاه لئون، باشگاه فوتبال کاراکاس، باشگاه فوتبال تیگرس اونال، و باشگاه فوتبال کولو-کولو اشاره کرد.
وی همچنین در تیم ملی فوتبال شیلی بازی کرده‌است.
وی در مسابقات کشوری و بین‌المللی در مجموع برندهٔ ۱ مدال برنز شده‌است.